# Okres Poprad
Der Okres Poprad ist eine Verwaltungseinheit im Osten der Slowakei mit 104.320 Einwohnern (2004) und einer Fläche von 1.123 km².
Historisch gesehen liegt der größte Teil des Bezirks im ehemaligen Komitat Zips. Ein kleiner Teil im Westen um die Ortschaft Podbanské (Ortsteil von Vysoké Tatry), Štrba (inkl. Štrbské Pleso) und Liptovská Teplička gehört zum ehemaligen Komitat Liptau und das Gebiet mit der Ortschaft Vernár zum Komitat Gemer und Kleinhont (siehe auch Liste der historischen Komitate Ungarns).

## Bevölkerung
| Jahr                | 1994    | 2004    | 2014    | 2024    |
| ------------------- | ------- | ------- | ------- | ------- |
| Anzahl der Personen | 100.937 | 104.320 | 104.494 | 101.834 |
| Unterschied         |         | +3,35 % | +0,16 % | −2,54 % |

| Jahr                | 2023    | 2024    |
| ------------------- | ------- | ------- |
| Anzahl der Personen | 102.038 | 101.834 |
| Unterschied         |         | −0,19 % |

## Städte
- Poprad (Deutschendorf)
- Svit
- Vysoké Tatry

## Gemeinden
- Batizovce (Botzdorf)
- Gánovce (Gansdorf)
- Gerlachov (Gerlsdorf)
- Hozelec (Hohesalz)
- Hôrka (Horke)
- Hranovnica (Grenitz)
- Jánovce (Johannsdorf)
- Kravany (Kuhschwanz)
- Liptovská Teplička (Zeplitschke)
- Lučivná (Lautschburg)
- Mengusovce (Mengsdorf)
- Mlynica (Mühlenbach)
- Nová Lesná (Neuwalddorf)
- Spišská Teplica (Teplitz)
- Spišské Bystré (Kuhbach)
- Spišský Štiavnik (Schawnig)
- Štôla (Stollen)
- Štrba (Tschirm)
- Šuňava (Schönau)
- Švábovce (Schwabsdorf)
- Tatranská Javorina (Uhrngarten)
- Veľký Slavkov (Großschlagendorf)
- Vernár (Wernsdorf)
- Vikartovce (Weigsdorf)
- Vydrník (Wiedrig)
- Ždiar (Morgenröthe)

Das Bezirksamt befindet sich in Poprad, Außenstellen gibt es in Svit und Vysoké Tatry.

## Kultur
In dem Artikel Denkmalgeschützte Objekte im Okres Poprad findet man Informationen über die vom slowakischen Denkmalamt geschützten Objekte im Okres.